# گارگین یسائیان
گارگین لوونی یسائیان (ارمنی: Գարեգին Լևոնի Եսայան؛ زادهٔ ۱۴ فوریهٔ ۱۹۰۱ - درگذشته ۱۹۳۸) سیاستمدار اهل ارمنستان بود که از تاریخ ۱۹۳۲ تا تاریخ ۱۹۳۳ سمت وزارت کشاورزی ارمنستان را برعهده داشت.

## زندگی‌نامه
در ۱۴ فوریه ۱۹۰۱ در گاندزاک به دنیا آمد و از گیمانزیوم الیزابت‌پل فارغ‌التحصیل شد -->.  وی در ۱۹۳۸ در سن ۳۷ سالگی درگذشت

## یادداشت
1. ↑  Ելիզավետպոլի գիմնազիան